# Cristo crucificado (Velázquez)
El Cristo crucificado, o Cristo de San Plácido, es una pintura al óleo sobre lienzo de Velázquez, conservada en el Museo del Prado desde 1829.
Durante su primer viaje a Italia, entre 1629 y 1630, Velázquez pudo estudiar las obras de los grandes maestros. Sus estudios del desnudo a partir de obras clásicas se pondrán de manifiesto en La fragua de Vulcano y La túnica de José, pintadas allí. Esos estudios habrían posibilitado el magistral desnudo de este cuadro, por la fusión que demuestra de serenidad, dignidad y nobleza. Es un desnudo frontal, sin el apoyo de escena narrativa, con el que Velázquez hace un alarde de maestría y consigue que el espectador pueda captar la belleza corporal y la serena expresión de la figura. La humana corporalidad de su figura unida al hálito de misteriosa y divina espiritualidad de la atmósfera que lo baña y el rostro semioculto han inspirado la poesía de José María Gabriel y Galán, así como el extenso poema titulado El Cristo de Velázquez, de Miguel de Unamuno.

## Descripción
Velázquez pintó un Cristo apolíneo, de dramatismo contenido, sin cargar el acento en la sangre —aunque originalmente era más de la actualmente visible— y, a pesar de muerto, sin desplomarse, evitando la tensión en los brazos. Cristo aparece sujeto por cuatro clavos, según las recomendaciones iconográficas de su suegro Francisco Pacheco, a una cruz de travesaños alisados, con los nudos de la madera señalados, título en hebreo, griego y latín, y un supedáneo sobre el que asientan firmemente los pies. La cruz se apoya sobre un pequeño montículo surgido a la luz tras la última restauración. Sobre un fondo gris verdoso en el que se proyecta la sombra del crucificado iluminado desde la izquierda, el cuerpo se modela con abundante pasta, extendida con soltura, insistiendo en el modelado y en la iluminación; en algunas partes el pintor "arañó" con la punta del pincel la pasta aún húmeda, logrando una textura especial, así en torno a la cabellera caída sobre los hombros. Al igual que en los desnudos de La fragua de Vulcano, las sombras se obtienen repasando con toques de pincel muy diluido y del mismo color, oscureciendo por zonas irregulares la carnación ya terminada.
Buscando la mayor naturalidad, en el proceso de ejecución de la obra rectificó la posición de las piernas, que inicialmente discurrían paralelas, con las pantorrillas casi unidas, y retrasando el pie izquierdo dotó a la figura de mayor movimiento, elevando la cadera en un contrapposto clásico que hace caer el peso del cuerpo sobre la pierna derecha. El paño de pureza (también llamado perizoma), muy reducido y sin derroche de vuelos a fin de poner el acento en el cuerpo desnudo, es la parte más empastada del cuadro, con efectos de luz obtenidos mediante toques de blanco de plomo aplicados sobre la superficie ya terminada. La cabeza tiene un estrecho halo luminoso que parece emanar de la propia figura; el semblante está caído sobre el pecho dejando ver lo suficiente de sus rasgos y facciones nobles; la nariz es recta. Más de la mitad de la cara está cubierta por el cabello largo que cae lacio y en vertical.

## Iconografía de los cuatro clavos
Francisco Pacheco, maestro y suegro de Velázquez, defendió la pintura del Crucificado con cuatro clavos en una carta fechada en 1620 y recogida luego, junto a otra de Francisco de Rioja un año anterior, en su tratado de El arte de la pintura. Pacheco, amparado en argumentaciones históricas suministradas por Francisco de Rioja y el italiano Angelo Rocca, obispo de Tagasta, que en 1609 había publicado un breve tratado sobre esta cuestión, junto con las indicaciones contenidas en las revelaciones a Santa Brígida, sostenía la mayor antigüedad y autoridad de la pintura de la crucifixión con cuatro clavos frente a la más extendida representación del Crucificado sujeto al madero con solo tres clavos, cruzado un pie sobre el otro. Francisco de Rioja citaba por extenso a Lucas de Tuy, encarnizado enemigo de los herejes de León, a quienes confundía con los cátaros o albigenses, quien todavía a comienzos del siglo XIII sostenía en De altera vita fideique controverssis adversus Albigensum errores, que la costumbre de representar a Cristo en la cruz con tres clavos era de origen maniqueo y que había sido introducida en la Galia por los albigenses y en León por un francés de nombre Arnaldo. Para Lucas de Tuy la crucifixión con tres clavos había sido adoptada para aminorar la reverencia debida al crucificado, oponiéndose por ello firmemente a ese modo de representación.
Tras ser introducido en Italia por Nicola Pisano el tipo gótico de la crucifixión con tres clavos, Gretsero achacó también esa invención, que condenaba, a los artistas franceses, quienes la habrían adoptado para dar más vivacidad a sus imágenes. En cualquier caso, a partir del siglo XIII el modelo se impuso por todas partes, unido a la tipología del Crucificado gótico doloroso, hasta hacer olvidar la crucifixión con cuatro clavos, y cuando Pacheco quiso recuperar el modelo antiguo hubo de defenderse contra la acusación de introducir novedades. En defensa de su propuesta Pacheco hablaba de un modelo fundido en bronce traído a Sevilla por el platero Juan Bautista Franconio y que él mismo había policromado, que reproducía el Cristo de Jacopo del Duca inspirado en los conocidos dibujos de su maestro Miguel Ángel, actualmente en el Museo Nacional de Nápoles. Como también recordaba Pacheco, el modelo, que presenta a Cristo muerto, con la cabeza caída y sujeto a la cruz con cuatro clavos, cruzadas las piernas y sin sujeción de supedáneo, con el efecto de tensar el cuerpo y alargar el canon sin romper la simetría, fue el seguido por Martínez Montañés en su popular Cristo de la Clemencia de la Catedral de Sevilla. Pacheco encontró en Francisco de Rioja al erudito que avalase la representación con cuatro clavos, que él venía defendiendo a la vista del modelo miguelangelesco, y contó también con la aprobación en este caso de Fernando Enríquez de Ribera, III duque de Alcalá, con quien había polemizado acerca del título de la cruz. En 1619 Rioja le escribió, acertadamente, que ese modo restituía el uso antiguo. Pero a la vez Rioja alababa el resultado en el orden estético de esa elección, como subrayaba también Lucas de Tuy, pues de forma natural conducía a mostrar a Cristo como si estuviera en pie sobre el supedáneo, «sin torcimiento feo, o descompuesto, así, como convenía a la soberana grandeza de Cristo nuestro Señor». Por ello, aunque en un Calvario de 1638, en colección particular, aún pintó a Cristo con cuatro clavos y con las piernas cruzadas, Pacheco iba a preferir un modelo distinto al ofrecido por Miguel Ángel, tomándolo según decía de un dibujo de Alberto Durero que había podido ver en un libro que fue de Felipe II y que no ha podido ser localizado, con las piernas paralelas y firmemente asentados los pies en el supedáneo, aunque de su aplicación resulten efectos escasamente dinámicos y, por lo mismo, exentos de los retorcimientos manieristas y del patetismo barroco. 
Es este también el modelo seguido por Velázquez, aunque para lograr mayor naturalidad en la figura hará que el peso del cuerpo caiga sobre la pierna derecha con un leve balanceo de la cadera. Con todo, la comparación con los modelos de Pacheco, que dota a sus Cristos de cuatro clavos de la apariencia de una reconstrucción arqueológica, permite establecer diferencias más acusadas que esta entre el maestro y su discípulo. Pacheco se esfuerza en pintar músculos y tendones, en tanto Velázquez pinta delicadamente la epidermis magullada a través de la cual el esqueleto y la masa muscular que lo envuelve sólo se perciben en forma de sombras discontinuas. Su cuerpo es verídico, demasiado humano según se ha dicho, y por ello su martirio y muerte también lo son. Tanto como su soledad, imagen sagrada sin contexto narrativo, de la que nace su fuerte carga emotiva y su contenido devocional, pues, estando solo Cristo, el espectador también es dejado solo frente al crucificado.

## Historia del cuadro
El cuadro fue descrito por Antonio Palomino como un Cristo Crucificado difunto, de tamaño natural, «que está en la clausura del Convento de San Plácido de esta Corte; aunque otro hay en la Buena Dicha, que es copia muy puntual, en el altar primero de mano derecha, como se entra en la iglesia; y uno, y otro están con dos clavos en los pies sobre el supedáneo, siguiendo la opinión de su suegro, acerca de los cuatro clavos». De la clausura —en lugar indeterminado— pasó a la sacristía construida entre 1655 y 1685 junto con la nueva iglesia del convento de monjas benedictinas de San Plácido, donde lo vieron Antonio Ponz y Juan Agustín Ceán Bermúdez. Poco después de 1804 lo compró al convento Manuel Godoy, pasando luego a posesión de su esposa, la condesa de Chinchón. En 1826, durante su exilio en París, la condesa puso el cuadro en venta, sin éxito, pasando a su muerte en 1828 a su cuñado el duque de San Fernando de Quiroga, quien se lo regaló a Fernando VII. En 1829 entró a formar parte de las colecciones del Museo del Prado.
La fecha de su ejecución es controvertida. Palomino habla de él tras el retrato del duque de Módena, quien visitó Madrid en 1638, fecha admitida por Aureliano de Beruete y Moret. Consta además documentalmente que entre 1637 y 1640 el Protonotario de Aragón Jerónimo de Villanueva, a quien se supone autor del encargo, hizo donación de algunas pinturas al convento de San Plácido. Sin embargo, el fuerte ennegrecimiento de la superficie del cuadro, atribuido al empleo de betún, hizo pensar a críticos como Enrique Lafuente Ferrari y Elizabeth du Gué Trapier que pudiera haber sido pintado en fecha anterior al primer viaje a Italia de 1629, aunque por motivos estilísticos la mayor parte de la crítica suele fechar su ejecución inmediatamente después de ese viaje, dada la relación con los desnudos de sus obras italianas.
El torso aparece puntualmente reproducido en otro Cristo en la cruz de pequeño tamaño, con firma y fecha no autógrafas «Do. Velázquez fa 1631», conservado también en el Museo del Prado, vivo, con la cabeza elevada, los brazos en tensión y sobre un fondo de paisaje.

## Hipótesis sobre el encargo de la obra
El convento de religiosas de la Encarnación Benita de Madrid, conocido comúnmente como San Plácido, fue fundado en 1623 por Jerónimo de Villanueva, Protonotario de Aragón, después de que su prometida, doña Teresa Valle de la Cerda, decidiese entrar en religión movida por los arrobos místicos de su tía, doña Ana María de Loaysa, beata con reputación de santa. Villanueva apoyó los propósitos de su prometida, haciendo él mismo voto de castidad, y pactó con la abadía benedictina de San Martín, bajo cuya observancia se ponía el convento, la cesión de la iglesia de San Plácido, adquiriendo el Protonotario el bloque de casas aledaño para proceder a la fundación del convento, cuya primera piedra se puso el 8 de febrero de 1624. Villanueva se reservó el título de patrón y el privilegio de nombrar al confesor y a los restantes monjes encargados de atender las necesidades espirituales de las monjas, dotando al convento con 20 000 ducados, de los que se reservaba 1500 «que tengo yo de emplear en alhajar la iglesia».
Cercano al Conde-Duque de Olivares, que iba a tener una intensa correspondencia espiritual con Teresa Valle, Villanueva ascendió de forma fulgurante en la Corte: premiado en 1627 con un hábito de la Orden de Calatrava, el mismo año fue nombrado Secretario del Despacho Universal, cargo que le permitía tratar directamente con el rey, Secretario de Estado en 1630, miembro de los Consejos de Guerra y de Cruzada y finalmente administrador de las cuentas de los gastos secretos. En esta función le cupo encargarse de los pagos y la adquisición de obras de arte para el Palacio del Buen Retiro, entre ellas algunas pinturas compradas a Velázquez. Por los mismos años, entre 1632 y 1639, realizó diversas obras de adaptación y ampliación del convento de San Plácido, al que donó algunas obras de arte y, con toda probabilidad, el Cristo crucificado. El motivo del encargo, sin embargo, y aunque perfectamente podría explicarse por esa continuada función de patronazgo desempeñada por Villanueva, ha sido objeto de diversas y «peregrinas teorías».
Para Jonathan Brown el cuadro habría sido encargado a Velázquez por Jerónimo de Villanueva en relación con el proceso inquisitorial en el que se encontraba inmerso desde 1628 junto con las monjas del convento, y que habría concluido cuando «en 1632 se le ordenó cumplir una penitencia simbólica como único castigo a su supuesta intervención en los hechos», circunstancia que «pudo haber sido una buena ocasión para encargar un cuadro de Cristo crucificado a manera de pieza votiva y de prueba de buena fe». Pero en realidad no hubo tal castigo. Los hechos objeto de las pesquisas inquisitoriales, una mezcla de anhelos místicos e histeria colectiva por la cual muchas de las monjas del convento creían recibir revelaciones de los demonios anunciando la reforma de la iglesia, a lo que se sumaban los excesos sensuales del principal implicado, el capellán fray Francisco García Calderón, nombrado prior por Villanueva, comenzaron a ser investigados por el Santo Oficio de la Inquisición en 1628, con las detenciones y procesos de fray Francisco, doña Teresa, buena parte de las monjas del convento y algún otro religioso de San Martín. Villanueva fue encausado, por las noticias que pudiera tener de aquellos sucesos y por haber dado crédito a los demonios en las profecías con él relacionadas, pero en 1630, cuando se dictaron sentencias de reclusión para las monjas y religiosos implicados —a perpetuidad para fray Francisco García—, la causa contra Villanueva se dejó en suspenso. Dos años después, el 7 de enero de 1632, el propio Villanueva presentó un escrito de autodelación, buscando reabrir la causa con objeto de clarificar su situación. El escrito, que contenía en realidad una defensa de su actuación, fue estudiado por cuatro calificadores del Santo Oficio, que consideraron concordantes que Villanueva no merecía censura, pues no había pecado obrando con buena fe al dejarse guiar por su director espiritual, y en consecuencia el 30 de junio el Consejo de la Suprema decretó que «por lo que toca a este sujeto, no toca al Santo Oficio el proceder en esta causa, por no tener calidad de oficio», lo que equivalía a su libre absolución. El proceso a Villanueva, con obvias implicaciones políticas, iba a reabrirse, no obstante, en 1643, tras la caída en desgracia del Conde-Duque de Olivares y cuando ya el proceso a las monjas había sido sometido a revisión en 1638, de la que salieron exculpadas y repuestas en su crédito, y no iba a cerrarse hasta varios años después de la muerte del Protonotario, ocurrida en 1653, al haber apelado a Roma y creado con ello un complejo conflicto de competencias.
Menos fundamento tiene la leyenda que trata de explicar la pintura del Cristo crucificado como un encargo de Felipe IV en expiación por sus amoríos con una monja del citado convento, de la que le habría hablado Villanueva facilitándole el acceso. La leyenda aparece recogida en un libelo tardío, dirigido contra el Conde-Duque y el Protonotario de Aragón, titulado Relación de todo lo suzedido en el casso del Convento de la Encarnación Benita. El libelo afirmaba, mezclando medias verdades y mentiras, que fueron esos amores, al llegar al conocimiento del Inquisidor General, los que condujeron a Villanueva a las cárceles inquisitoriales de las que salió, tras ser reclamada la causa desde Roma, con obligación de cumplir algunas leves penitencias y con orden del rey de no hablar nunca de estos sucesos.
Por otro lado, Rodríguez G. de Ceballos, que analizó esta leyenda, pensó, retomando una idea de Carl Justi, que el origen del lienzo podría estar en los actos de desagravio organizados en Madrid con motivo del sacrilegio cometido contra un crucifijo, del que fueron acusados varios criptojudíos portugueses penitenciados en un Auto de fe celebrado en julio de 1632 en presencia de los reyes. Tras el suplicio de los judaizantes fueron numerosos los actos de desagravio promovidos por el rey y por las parroquias, y se crearon algunas cofradías bajo la advocación del Cristo de las injurias, edificándose sobre el solar de la vivienda donde habían tenido lugar los hechos un templo expiatorio regido por los capuchinos, en cuyo proyecto tomó parte activa Villanueva.